# Cirratulidae
Cirratulidae (лат.) — семейство кольчатых червей отряда Terebellida из подкласса Sedentaria класса многощетинковых.

## Описание
Морские многощетинковые черви малого и среднего размера (длиной до 250 мм) с многочисленными сегментами. У них длинные нитевидные бранхии и от двух до многих пальп за гладкой конической или слегка округлой головой. Тело цилиндрическое. Простомиум конический или тупой; перистомиум сросшийся по крайней мере с двумя сегментами. Параподии редуцированы; тонкие нитевидные или ключичные бранхии присутствуют по крайней мере на некоторых сетгирах. Все волоски простые, включая капилляры и изогнутые или выемчатые крючки.
В основном они обитают в осадочных породах, связанных с расщелинами скал, водорослями или морской травой, но некоторые виды живут в иловых трубках или в известковых структурах, таких как кораллы и раковины моллюсков.

## Систематика
Известно около 20 родов и более 400 видов. Семейство Cirratulidae было впервые образовано в 1851 году. Acrocirridae, Flabelligeridae и Cirratulidae образуют кладу внутри Terebellida.
- Aphelochaeta Blake, 1991
- Caulleriella Chamberlin, 1919
- Chaetocirratulus Blake, 2018
- Chaetozone Malmgren, 1867
- Cirratulus Lamarck, 1801
  - Cirrhatula
  - Cirrhatulus
  - Promenia Kinberg, 1866
- Cirriformia Hartman, 1936
  - Audouina Hartman, 1936
  - Audouinia Quatrefages, 1865
  - Labranda Kinberg, 1866
- † Diplochaetetes Weissermel, 1913
- Dodecaceria Örsted, 1843
  - Naraganseta Leidy, 1855
- Fauvelicirratulus Çinar & Petersen, 2011
- Heterocirrus Grube, 1855
- Kirkegaardia Blake, 2016
  - Monticellina Laubier, 1961
- Protocirrineris Czerniavsky, 1881
- Tharyx Webster & Benedict, 1887
- Timarete Kinberg, 1866
  - Ambo Chamberlin, 1918

- Подсемейство Ctenodrilinae Kennel, 1882
  - Aphropharynx Wilfert, 1974
  - Ctenodrilus Claparède, 1863
    - Parthenope Schmidt, 1857
- Подсемейство Raphidrilinae Hartmann-Schröder, 1971
  - Raphidrilus Monticelli, 1910
    - Rhaphidrilus

  - Raricirrus Hartman, 1961
- неясный статус
  - Cirratulispio McIntosh, 1911 (nomen dubium)
  - Cirrhineris Blainville, 1828 (nomen dubium)
    - Cirrineris

  - Pentacirrus Wesenberg-Lund, 1958 (taxon inquirendum)
  - Pseudocirratulus Augener, 1922 (Polychaeta incertae sedis)

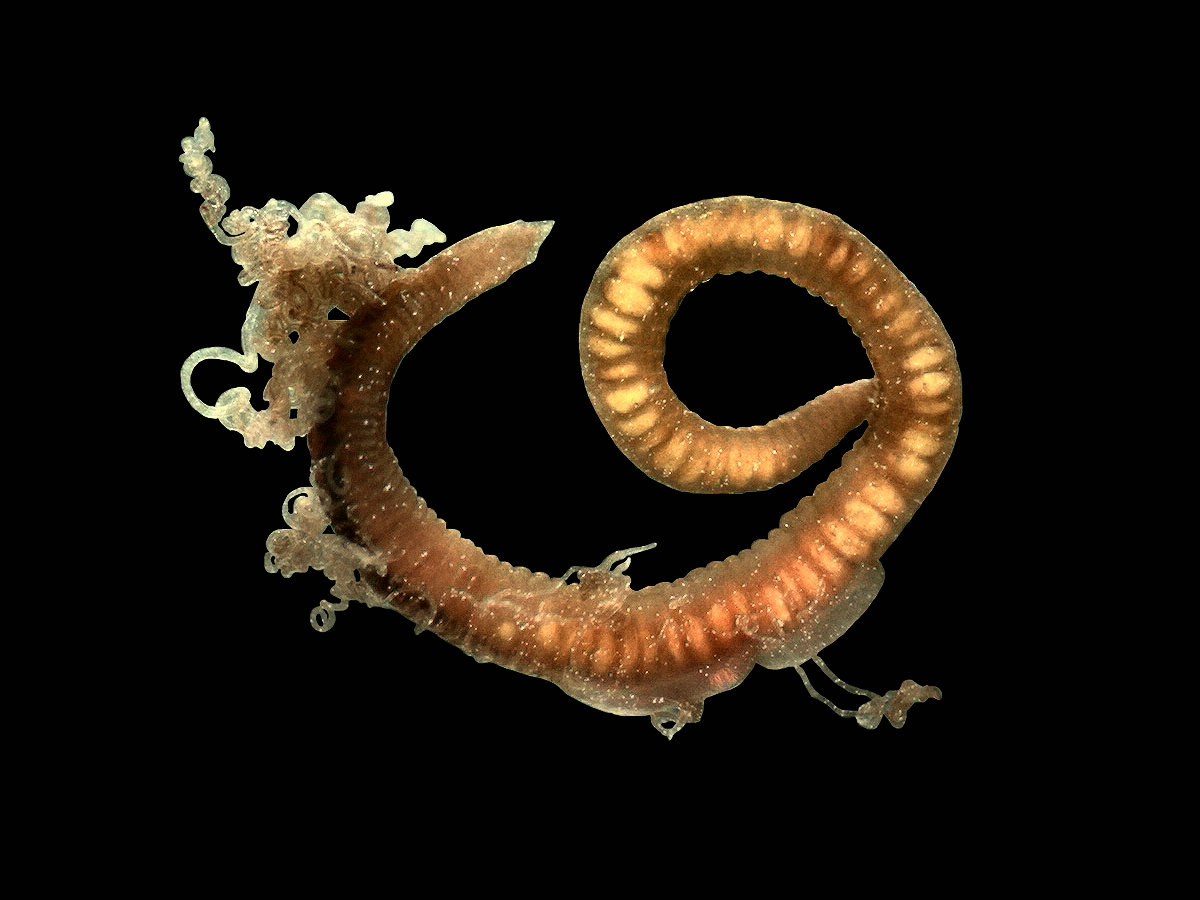
Cirratulus cirratus
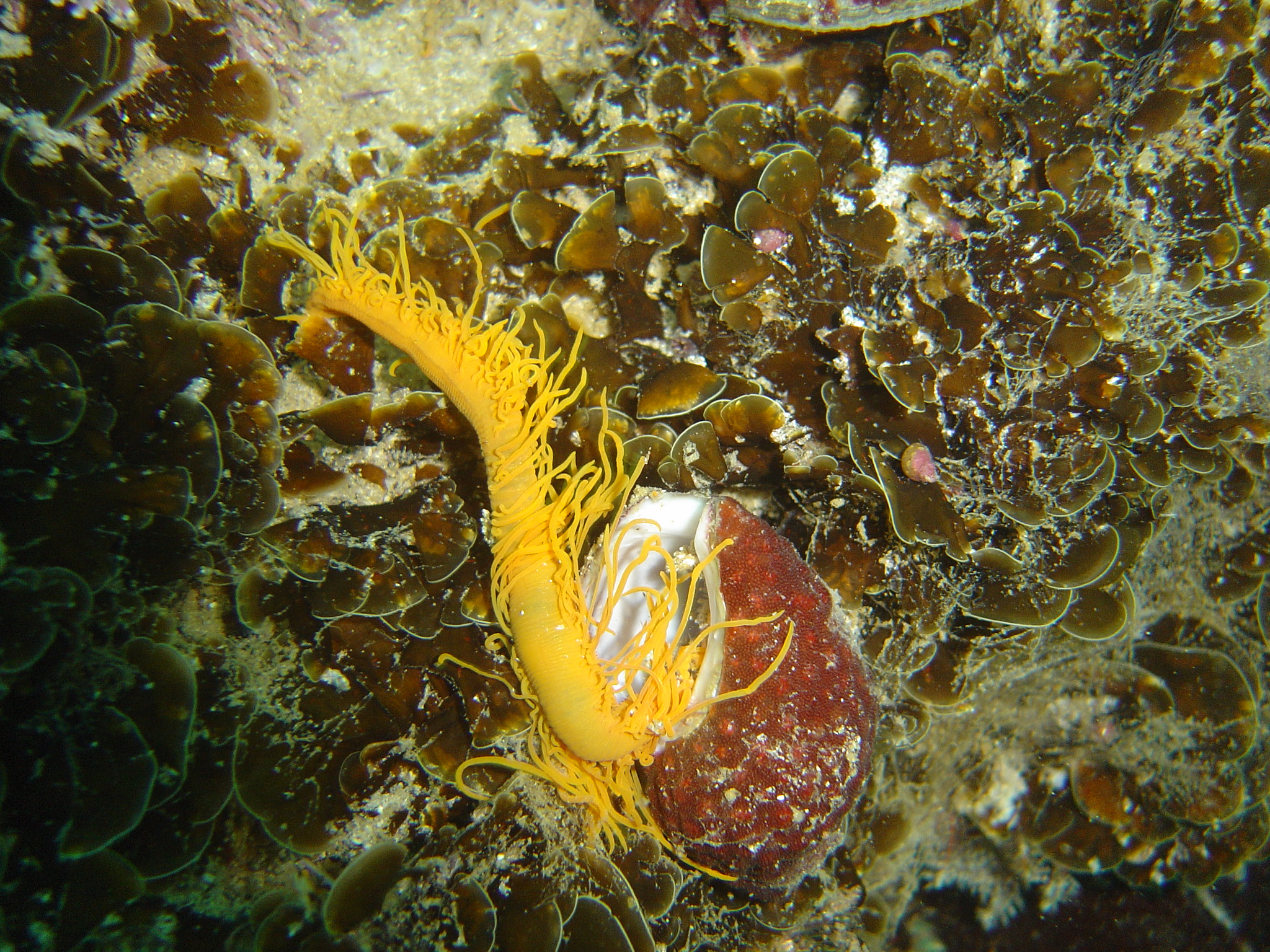
Cirriformia capensis
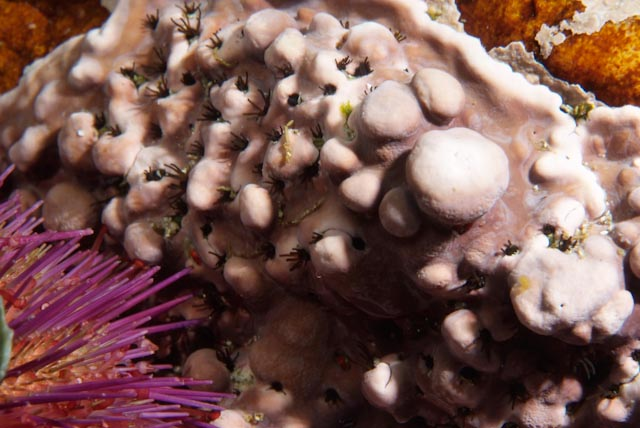
Dodecaceria pulchra
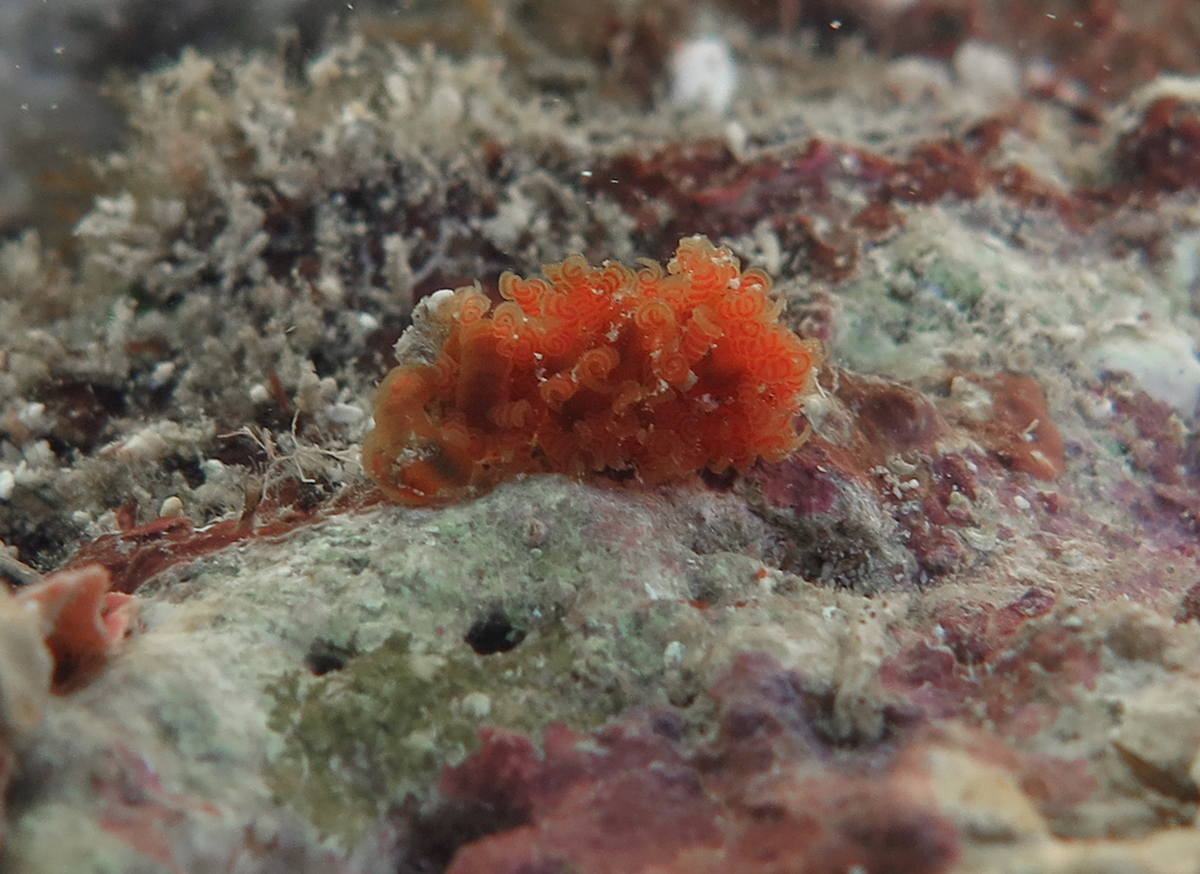
Cirratulidae